# Estação Santos
Santos é uma estação do Metropolitano de Lisboa em construção. Situa-se no concelho de Lisboa, em Portugal, entre as estações Rato, atualmente da Linha Amarela, e Estrela, igualmente em construção. Prevê-se a sua inauguração no segundo trimestre de 2026 em conjunto com a estação Estrela, no âmbito do fecho do anel da Linha Verde.

## Descrição
Esta estação estará localizada a 25 m de profundidade, sob o Quartel de Comando da 1ª Companhia do Regimento de Sapadores Bombeiros de Lisboa, entre a Av. Dom Carlos I e a Rua das Francesinhas. À semelhança das mais recentes estações do Metropolitano de Lisboa, estará equipada para poder servir passageiros com deficiências motoras, contando com vários elevadores e escadas rolantes que facilitam o acesso às plataformas.

## Acessos
Esta estação contará com um acesso pedonal e três elevadores entre o átrio e a superfície:
- Acesso / Elevador 1 - estará localizado no passeio poente da Av. Dom Carlos I, próximo do Chafariz da Esperança e do cruzamento com a Rua da Esperança e a Rua do Poço dos Negros. Estará direcionado para nascente e contará com escadas mecânicas assim como escadas pedonais e um elevador.
- Elevadores 2 e 3 - estarão localizados na Travessa do Pasteleiro, próximo do cruzamento com a Rua Vicente Borga, direcionados para sudoeste.